# Eastrington
Eastrington – wieś w Anglii, w hrabstwie East Riding of Yorkshire. Leży 31 km na zachód od miasta Hull i 254 km na północ od Londynu. W 2001 miejscowość liczyła 880 mieszkańców.